# Agatón de Macedonia
Agatón de Macedonia (en griego Aγαθων); vivió en el siglo IV a. C. Fue el hijo del macedonio Filotas y hermano de Parmenión y Asandro. Fue entregado como rehén a Antígono en 313 a. C., por su hermano Asandro, que era sátrapa de Caria, pero fue rescatado de nuevo por Asandro en unos pocos días. Agatón tuvo un hijo, llamado Asandro, que se menciona en una inscripción griega.